# (821) Фанни
(821) Фанни (лат. Fanny) — астероид главного пояса, открытый 30 марта 1916 года немецким астрономом Максом Вольфом в обсерватории Гейдельберг.
Какое-либо совпадение имени этого астероида с конкретной личностью или определённым событием неизвестно.